# L'Anse Amour
L'Anse Amour is een nederzetting in de Canadese provincie Newfoundland en Labrador. De plaats ligt aan de Straat van Belle Isle in het uiterste zuiden van de regio Labrador. Het kleine gehucht is in de 21e eeuw geëvolueerd naar een plaats zonder permanente bevolking.

## Toponymie
De Franstalige naam L'Anse Amour betekent letterlijk "De Liefdesinham". De naam is oorspronkelijk echter een verbastering van L'Anse aux Morts, hetgeen "De Inham van de Doden" betekent.

## Geografie
L'Anse Amour bestaat uit een handvol huizen aan de oevers van de gelijknamige inham van Forteau Bay, een baai van de Straat van Belle Isle. De gemeente Forteau bevindt zich 6 km naar het westen toe, aan de overkant van die baai. De plaats ligt langs L'Anse Amour Branch Road, een aftakking van de nabijgelegen Trans-Labrador Highway (NL-510). Deze weg leidt naar het 1,2 km zuidelijker gelegen Point Amour waar zich de 33 meter hoge Vuurtoren van Point Amour – de op een na hoogste vuurtoren van Canada – bevindt.
L'Anse Amour is de op een na zuidelijkste nederzetting van de regio Labrador (na L'Anse-au-Clair). Daarnaast is er geen enkele andere nederzetting op het Canadese vasteland die zo dicht bij het eiland Newfoundland ligt. Het bevindt zich in de kustregio Labrador Straits.

## Demografie
In 1991 woonden er te L'Anse Amour 14 mensen. In 1996 was de bevolkingsomvang teruggevallen tot 8 personen. In de jaren erna werden er geen data meer voor de plaats verzameld. Volgens de volkstelling van 2021 waren er dat jaar geen permanente inwoners meer.

## Archeologie
Aan de rand van L'Anse Amour bevindt zich een grote archeologische site van de Maritiem-Archaïsche cultuur die vooral belangrijk is vanwege zijn grafheuvel. Dit kleine heuveltje (10 meter doorsnede) stamt uit circa 5500 v.Chr. en is daarmee de oudste grafheuvel in de Nieuwe Wereld. De site is sinds 1978 erkend als National Historic Site of Canada.

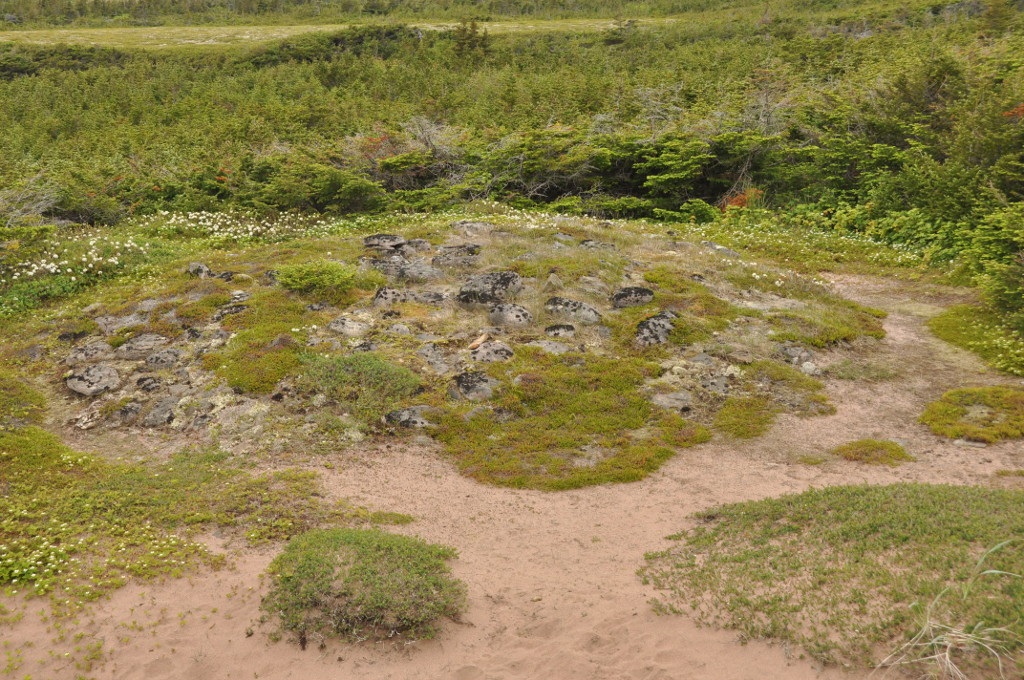
De prehistorische grafheuvel van L'Anse Amour